# Tour Bretagne
La Tour Bretagne es un rascacielos situado en el distrito de negocios de Nantes.
Con 144 metros de altura, es la cuarta torre de oficinas más alta de la provincia después de la Tour Incity y la Tour Part-Dieu en Lyon y la Tour CMA-CGM en Marsella. Las antenas alcanzan una altura de casi 144 metros, en la parte superior de la reserva de agua, a unos 25 metros sobre el piso superior.
La Tour Bretagne fue diseñada por el arquitecto Claude Devorsine a petición de André Morice, alcalde de Nantes de 1965 a 1977.